# Maison commémorative à Robaje
La maison commémorative à Robaje (en serbe cyrillique : Спомен кућа у Робајама ; en serbe latin : Spomen kuća u Robajama) se trouve à Robaje, dans la municipalité de Mionica et dans le district Kolubara, en Serbie. Elle est inscrite sur la liste des monuments culturels de grande importance de la république de Serbie (identifiant no SK 347).

## Présentation
La maison, située sur les pentes du mont Maljen, appartenait à Sekula et Desanka Bojinović, les sœurs du futur héros national Dragojlo Dudić. Le 18 septembre 1941, Josip Broz Tito s'y est arrêté alors qu'il se rendait de Belgrade à Stolice ; il y a rencontré pour la première fois des unités de Partisans sur le territoire libéré de la Yougoslavie de l'époque, c'est-à-dire le bataillon de la Kolubara des Partisans de Valjevo.
La maison, bâtie sur un plan rectangulaire, est de dimensions modestes avec des fondations peu profondes en pierres et des murs à colombages, mêlant les briques et la boue ; elle est recouverte d'un toit à quatre pans en tuiles. Elle est composée de trois pièces.
Dans la cour de la maison se trouvent des bâtiments annexes typiques de l'architecture rurale du début du XIXe siècle, une laiterie, un séchoir à céréales (koš) et un four à pain.
Un monument créé par le sculpteur Antun Augustinčić jouxte la bâtisse. La maison a été transformée en musée commémoratif en 1977. Elle a été gravement endommagée lors du tremblement de terre de 1998.